# Lakatos-kormány
A Lakatos-kormány 1944. augusztus 29. és 1944. október 16. között volt hatalmon Lakatos Géza vezetésével. A Lakatos-kormány elsődleges feladata a háborúból való kiugrás előkészítése volt, melynek bejelentésére október 15-én került sor. A kiugrás terve azonban már korábban a Gestapo tudtára jutott; egy német SS-különítmény elrabolta Horthy még életben lévő kisebbik fiát. A szerencsétlen sorsú kísérlet után Horthy Miklós kormányzót a németek félreállították és őrizetbe vették, Magyarország élére Szálasi Ferenc kormánya került.

## A kormány tagjai
| Név                                                                 | hivatal kezdete     | hivatal vége      | párt/szervezet     | megjegyzés           |
| Miniszterelnök                                                      | Miniszterelnök      | Miniszterelnök    | Miniszterelnök     | Miniszterelnök       |
| ------------------------------------------------------------------- | ------------------- | ----------------- | ------------------ | -------------------- |
| Lakatos Géza                                                        | 1944. augusztus 29. | 1944. október 16. | pártonkívüli       | katona, vezérezredes |
| külügyminiszter                                                     |                     |                   |                    |                      |
| Hennyey Gusztáv                                                     | 1944. augusztus 29. | 1944. október 16. | pártonkívüli       |                      |
| Belügyminiszter                                                     |                     |                   |                    |                      |
| Bonczos Miklós                                                      | 1944. augusztus 29. | 1944. október 12. | Magyar Élet Pártja |                      |
| br. Schell Péter                                                    | 1944. október 12.   | 1944. október 16. | Magyar Élet Pártja |                      |
| Pénzügyminiszter                                                    |                     |                   |                    |                      |
| Reményi-Schneller Lajos                                             | 1944. augusztus 29. | 1944. október 16. | Magyar Élet Pártja |                      |
| vallás- és közoktatásügyi miniszter                                 |                     |                   |                    |                      |
| Rakovszky Iván                                                      | 1944. augusztus 29. | 1944. október 16. | Magyar Élet Pártja |                      |
| Igazságügy-miniszter                                                |                     |                   |                    |                      |
| Vladár Gábor                                                        | 1944. augusztus 29. | 1944. október 16. | pártonkívüli       |                      |
| Honvédelmi miniszter                                                |                     |                   |                    |                      |
| Csatay Lajos                                                        | 1944. augusztus 29. | 1944. október 16. | pártonkívüli       |                      |
| Földművelésügyi miniszter és közellátásügyi tárca nélküli miniszter |                     |                   |                    |                      |
| Jurcsek Béla                                                        | 1944. augusztus 29. | 1944. október 16. | Magyar Élet Pártja |                      |
| Kereskedelem- és közlekedésügyi miniszter                           |                     |                   |                    |                      |
| Markos Olivér                                                       | 1944. augusztus 29. | 1944. október 16. | Magyar Élet Pártja |                      |
| Iparügyi miniszter                                                  |                     |                   |                    |                      |
| Gyulay Tibor                                                        | 1944. augusztus 29. | 1944. október 16. |                    |                      |